# Marco Antonio Solís

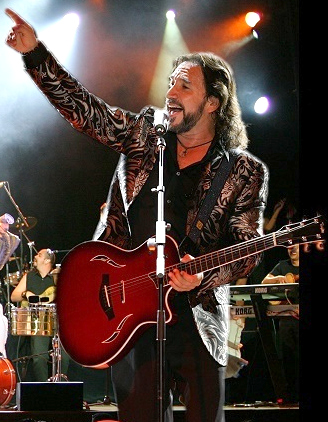
Marco Antonio Solís

Marco Antonio Solís Sosa (* 29. Dezember 1959 in Ario de Rosales, Michoacán) ist ein Sänger und Liedtexter aus Mexiko.

## Leben und Wirken
Er war auch als Mitglied und Sänger der mexikanischen Band Los Bukis bekannt, die sich 1996/97 auflöste. Seitdem arbeitet er als Solist und hat über drei Millionen Tonträger verkauft. In Spanien, Mittel- und
Südamerika ist er einer der bekanntesten Sänger und ist darüber hinaus weltweit erfolgreich.

## Diskografie

### Alben
| Jahr | Titel                                             | Höchstplatzierung, Gesamtwochen, AuszeichnungChartplatzierungen (Jahr, Titel, Platzierungen, Wochen, Auszeichnungen, Anmerkungen) | Höchstplatzierung, Gesamtwochen, AuszeichnungChartplatzierungen (Jahr, Titel, Platzierungen, Wochen, Auszeichnungen, Anmerkungen) | Höchstplatzierung, Gesamtwochen, AuszeichnungChartplatzierungen (Jahr, Titel, Platzierungen, Wochen, Auszeichnungen, Anmerkungen) | Anmerkungen                                                      |
| Jahr | Titel                                             | US | Latin | MX | Anmerkungen                                                      |
| ---- | ------------------------------------------------- | --- | --- | --- | ---------------------------------------------------------------- |
| 1995 | Por amor a mi pueblo                              | US— GoldUS | Latin8 (33 Wo.)Latin | — | mit Los Bukis                                                    |
| 1996 | En pleno vuelo                                    | US— GoldUS | Latin3 (43 Wo.)Latin | — |                                                                  |
| 1997 | Marco                                             | US— GoldUS | Latin3 (28 Wo.)Latin | — |                                                                  |
| 1999 | Trozos de mi alma                                 | US157 (4 Wo.)US | Latin1 (102 Wo.)Latin | MX— DiamantMX |                                                                  |
| 2000 | En vivo                                           | — | Latin6 (27 Wo.)Latin | MX15 (36 Wo.)MX |                                                                  |
| 2001 | Mas de mi alma                                    | US104 Gold · (6 Wo.)US | Latin1 (85 Wo.)Latin | MX— ×2DoppelplatinMX |                                                                  |
| 2001 | En concierto Vol. 2                               | — | Latin27 (16 Wo.)Latin | — |                                                                  |
| 2002 | Los grandes                                       | — | Latin14 (25 Wo.)Latin | MX— GoldMX | mit Joan Sebastian                                               |
| 2003 | Tu amor o tu desprecio                            | US59 (5 Wo.)US | Latin1 ×4Vierfachplatin · (53 Wo.)Latin                                                                                           | MX— PlatinMX |                                                                  |
| 2003 | La historia continua…                             | US114 (3 Wo.)US | Latin1 ×5Fünffachplatin · (66 Wo.)Latin                                                                                           | MX— PlatinMX |                                                                  |
| 2004 | Dos grandes                                       | US125 (11 Wo.)US | Latin2 (31 Wo.)Latin | — | mit Joan Sebastian                                               |
| 2004 | Razón de sobra                                    | US58 (5 Wo.)US | Latin1 ×2Doppelplatin · (28 Wo.)Latin                                                                                             | MX6 Platin · (45 Wo.)MX |                                                                  |
| 2005 | La historia continua… Parte II                    | US92 (9 Wo.)US | Latin2 ×4Vierfachplatin · (87 Wo.)Latin                                                                                           | MX41 (1 Wo.)MX |                                                                  |
| 2005 | Dos idolos                                        | US198 (1 Wo.)US | Latin8 (15 Wo.)Latin | — | mit Pepe Aguilar                                                 |
| 2005 | 2 en 1                                            | — | Latin42 (6 Wo.)Latin | — |                                                                  |
| 2006 | Tres romanticos le cantan al amor                 | — | Latin54 (1 Wo.)Latin | MX— PlatinMX | mit Cristian Castro & Alvaro Torres                              |
| 2006 | Trozos de mi alma 2                               | US52 Platin · (10 Wo.)US | Latin1 ×2Doppelplatin · (102 Wo.)Latin                                                                                            | MX11 (13 Wo.)MX |                                                                  |
| 2007 | La Historia Continúa… Parte III                   | US91 (5 Wo.)US | Latin1 Platin · (21 Wo.)Latin | MX78 Gold · (2 Wo.)MX |                                                                  |
| 2007 | La mejor… Coleccion                               | US92 (66 Wo.)US | Latin2 (78 Wo.)Latin | MX79 (7 Wo.)MX |                                                                  |
| 2008 | Una noche en Madrid: Marco Antonio Solis en vivo  | US41 (13 Wo.)US | Latin1 ×2Doppelplatin · (72 Wo.)Latin                                                                                             | MX6 Platin · (118 Wo.)MX | Erstveröffentlichung: 10. Juni 2008                              |
| 2008 | No molestar                                       | US19 (8 Wo.)US | Latin1 ×2Doppelplatin · (58 Wo.)Latin                                                                                             | MX15 Gold · (32 Wo.)MX | Erstveröffentlichung: 7. Oktober 2008                            |
| 2009 | Antología musical – Mi historia                   | — | — | MX23 (29 Wo.)MX |                                                                  |
| 2009 | La más completa colección                         | — | — | MX62 (6 Wo.)MX | Erstveröffentlichung: 26. Januar 2009                            |
| 2010 | En total plenitud                                 | US38 (4 Wo.)US | Latin1 (65 Wo.)Latin | MX2 Platin · (48 Wo.)MX | Erstveröffentlichung: 12. Oktober 2010                           |
| 2012 | La historia continua… Parte IV                    | — | Latin6 (44 Wo.)Latin | — | Erstveröffentlichung: 24. Januar 2012                            |
| 2012 | Una noche de luna: Mas en vivo desde Buenos Aires | US120 (2 Wo.)US | Latin1 (33 Wo.)Latin | MX— PlatinMX | Erstveröffentlichung: 26. Juni 2012 Live-Auftritt in Argentinien |
| 2013 | Gracias por estar aqui                            | US38 (3 Wo.)US | Latin1 (67 Wo.)Latin | MX3 Gold · (37 Wo.)MX | Erstveröffentlichung: 22. Oktober 2013                           |
| 2014 | Antologia                                         | — | Latin13 (11 Wo.)Latin | MX13 (47 Wo.)MX | Erstveröffentlichung: 28. Januar 2014                            |
| 2015 | 15 Inolvidables                                   | — | Latin7 (77 Wo.)Latin | — | Erstveröffentlichung: 10. Februar 2015                           |
| 2015 | 15 Exitos inolvidables, Vol. 2                    | — | Latin15 (11 Wo.)Latin | — | Erstveröffentlichung: 7. August 2015                             |
| 2015 | Por Amor a Morelia Michoacán                      | — | Latin4 (14 Wo.)Latin | MX4 (28 Wo.)MX | Erstveröffentlichung: 23. Oktober 2015                           |
| 2017 | 40 años                                           | — | Latin2 (149 Wo.)Latin | MX21 (55 Wo.)MX | Erstveröffentlichung: 2. September 2016                          |
| 2019 | Lo Más Escuchado De                               | — | Latin44 (2 Wo.)Latin | — | Erstveröffentlichung: 26. Juli 2019 Charteinstieg: 2024          |
| 2020 | Con Amor y Sentimiento                            | — | Latin43 (4 Wo.)Latin | — | Erstveröffentlichung: 9. Oktober 2020 Charteinstieg: 2024        |

grau schraffiert: keine Chartdaten aus diesem Jahr verfügbar
Weitere Alben
- 1973: Jugando con las estrellas
- 1976: Falso amor
- 1977: Te tuve y te perdí
- 1978: Me siento solo
- 1979: Los Triunfadores
- 1980: Mi Najayita
- 1981: Presiento que voy a llorar
- 1982: Yo te necesito
- 1983: Mi fantasía
- 1985: ¿Adónde Vas?
- 1986: Me volví a acordar de ti
- 1988: Si me recuerdas
- 1989: Y para siempre
- 1991: A través de tus ojos
- 1992: Quiéreme
- 1993: Inalcanzable (mit Los Bukis, US: Gold)
- 1996: 20 Aniversario (mit Los Bukis, US: Gold)
- 2008: Stop!
- 2008: Ay giv mai ol
- 2009: No molestar edición Deluxe

### Singles
| Jahr | Titel Album                                      | Höchstplatzierung, Gesamtwochen, AuszeichnungChartsChartplatzierungen (Jahr, Titel, Album, Platzierungen, Wochen, Auszeichnungen, Anmerkungen) | Anmerkungen                       |
| Jahr | Titel Album                                      | Latin | Anmerkungen                       |
| ---- | ------------------------------------------------ | --- | --------------------------------- |
| 1995 | Popurri –                                        | Latin5 (11 Wo.)Latin |                                   |
| 1995 | Te amo Mama Por amor a mi pueblo                 | Latin2 (5 Wo.)Latin | mit Los Bukis                     |
| 1995 | Sera mejor que te vayas Por amor a mi pueblo     | Latin3 (16 Wo.)Latin | mit Los Bukis                     |
| 1995 | Equivocado Por amor a mi pueblo                  | Latin8 (8 Wo.)Latin | mit Los Bukis                     |
| 1995 | Himno a la humildad Por amor a mi pueblo         | Latin6 (7 Wo.)Latin | mit Los Bukis                     |
| 1996 | Por amor a mi pueblo                             | Latin5 (13 Wo.)Latin | mit Los Bukis                     |
| 1996 | Qué pena me das En pleno vuelo                   | Latin1 (14 Wo.)Latin |                                   |
| 1996 | Recuerdos, tristeza y soledad En pleno vuelo     | Latin1 (12 Wo.)Latin |                                   |
| 1997 | Asi como te conoci En pleno vuelo                | Latin1 (17 Wo.)Latin |                                   |
| 1997 | O soy o fui En pleno vuelo                       | Latin3 (26 Wo.)Latin |                                   |
| 1997 | Mi ultimo adios –                                | Latin5 (14 Wo.)Latin |                                   |
| 1997 | La venia bendita Marco Antonio Solis             | Latin1 (17 Wo.)Latin |                                   |
| 1998 | Me vas a hacer llorar Marco Antonio Solis        | Latin10 (12 Wo.)Latin |                                   |
| 1998 | Ya aprendaras Marco Antonio Solis                | Latin34 (4 Wo.)Latin |                                   |
| 1998 | Casas de carton Marco Antonio Solis              | Latin19 (15 Wo.)Latin |                                   |
| 1999 | Si te pudiera mentir                             | Latin1 (29 Wo.)Latin |                                   |
| 1999 | El peor de mis fracasos Trozos de mi alma        | Latin5 (24 Wo.)Latin |                                   |
| 2000 | Si no te hubieras ido Trozos de mi alma          | Latin4 (27 Wo.)Latin |                                   |
| 2000 | Inventame Trozos de mi alma                      | Latin36 (6 Wo.)Latin |                                   |
| 2001 | En mi viejo San Juan En vivo                     | Latin23 (7 Wo.)Latin |                                   |
| 2001 | Sigue sin mi En vivo                             | Latin22 (6 Wo.)Latin |                                   |
| 2001 | O me voy o te vas Mas de mi alma                 | Latin1 (32 Wo.)Latin |                                   |
| 2001 | Se que me vas a dejar Mas de mi alma             | Latin12 (26 Wo.)Latin |                                   |
| 2002 | Cuando te acuerdes de mi Mas de mi alma          | Latin11 (26 Wo.)Latin |                                   |
| 2003 | Donde estara mi primavera Mas de mi alma         | Latin22 (26 Wo.)Latin |                                   |
| 2003 | Tu amor o tu desprecio                           | Latin1 (26 Wo.)Latin |                                   |
| 2004 | Mas que ru amigo Tu amor o tu desprecio          | Latin1 (47 Wo.)Latin |                                   |
| 2004 | Prefiero partir Tu amor o tu desprecio           | Latin25 (16 Wo.)Latin |                                   |
| 2004 | Mi mayor sacrificio –                            | Latin8 (26 Wo.)Latin |                                   |
| 2005 | En el mismo tren La historia continúa… Parte III | Latin22 (12 Wo.)Latin |                                   |
| 2005 | Siempre tu a mi lado –                           | Latin17 (22 Wo.)Latin |                                   |
| 2006 | Antes de que te vayas Trozos de mi alma 2        | Latin3 (34 Wo.)Latin |                                   |
| 2007 | Ojala Trozos de mi alma 2                        | Latin1 (20 Wo.)Latin |                                   |
| 2008 | No puedo olvidarla Trozos de mi alma 2           | Latin5 (27 Wo.)Latin |                                   |
| 2009 | No molestar                                      | Latin3 (20 Wo.)Latin |                                   |
| 2009 | Nada que me recuerde a ti No molestar            | Latin29 (17 Wo.)Latin |                                   |
| 2010 | A aonde vamos a parar En total plenitud          | Latin18 Platin · (20 Wo.)Latin |                                   |
| 2013 | Tres semanas Gracias por estar aqui              | Latin12 (20 Wo.)Latin |                                   |
| 2014 | De mil amores Gracias por estar aqui             | Latin39 (9 Wo.)Latin |                                   |
| 2018 | Recuerdame Coco O.S.T.                           | Latin46 (1 Wo.)Latin |                                   |
| 2021 | Se veia venir –                                  | Latin34 (5 Wo.)Latin | Erstveröffentlichung: 6. Mai 2021 |

Weitere Singles
- 1987: Tu cárcel
- 1988: Tus mentiras
- 1990: Ladrón de buena suerte
- 1991: Cómo fui a enamorarme de ti
- 1992: Quiéreme
- 1992: Mi mayor necesidad
- 1992: Pero te vas a arrepentir (mit Los Yonics)
- 1993: A aquella
- 1994: Tu ingratitud
- 1995: Si ya no te vuelvo a ver
- 1996: Muévete
- 1997: El masoquista
- 2005: Sin lado izquierdo
- 2005: ¿Qué saben? (mit Victoria)
- 2005: Si no te hubieras ido (mit Raúl Di Blasio)
- 2009: Si me puedo quedar
- 2010: Tú me vuelves loco
- 2011: Sigue sin mí (mit Myriam Hernández)

### Gastbeiträge
| Jahr | Titel Album                        | Höchstplatzierung, Gesamtwochen, AuszeichnungChartplatzierungen (Jahr, Titel, Album, Platzierungen, Wochen, Auszeichnungen, Anmerkungen) | Höchstplatzierung, Gesamtwochen, AuszeichnungChartplatzierungen (Jahr, Titel, Album, Platzierungen, Wochen, Auszeichnungen, Anmerkungen) | Anmerkungen                                                                       |
| Jahr | Titel Album                        | US | Latin | Anmerkungen                                                                       |
| --- | ---------------------------------- | --- | --- | --------------------------------------------------------------------------------- |
| 2011 | Basta ya Joyas prestadas (Pop)     | — | Latin14 (21 Wo.)Latin | Jenni Rivera feat. Marco Antonio Solis                                            |
| 2013 | El perdedor Sex and Love           | US85 (1 Wo.)US | Latin1 (41 Wo.)Latin | Erstveröffentlichung: 8. November 2013 Enrique Iglesias feat. Marco Antonio Solis |
| Folgende Lieder erschienen nicht als Single, wurden aber durch das Album zum Download und Streaming bereitgestellt und konnten somit eine Platzierung erlangen: |                                    | | |                                                                                   |
| |                                    | | |                                                                                   |
| 2025 | Coleccionando heridas Tropicoqueta | — | Latin11 (… Wo.)Latin | Charteinstieg: 29. Juni 2025 Karol G feat. Marco Antonio Solís                    |

### Lieder in Telenovelas
- La Luz Del Angel – 2013
- Mundo de fieras – Antes de que te vayas
- Siempre te amare – Sigue sin mi
- Salome, si no te hubieras ido
- Velo de novia – Mas que tu amigo
- Teresa – ¿A donde vamos a parar?
- Serafín – Esta en ti
- El alma no tiene color (Duett mit Laura Flores)
- Girasoles para Lucía – Si no te hubieras ido

### Videoalben
- 2006: Grandes exitos on DVD (US: Gold)

## Auszeichnungen für Musikverkäufe
| Goldene Schallplatte - Mexiko - 2001: für das Album Recuerdos, tristeza y soledad - Spanien - 2024: für das Lied La Llorona - 2024: für die Single El perdedor Platin-Schallplatte - Argentinien - 2010: für das Album En total plenitud - Brasilien - 2024: für die Single El perdedor |

Anmerkung: Auszeichnungen in Ländern aus den Charttabellen bzw. Chartboxen sind in ebendiesen zu finden.
| Land/RegionAuszeichnungen für Musikverkäufe (Land/Region, Auszeichnungen, Verkäufe, Quellen) | Gold       | Platin       | Diamant  | Verkäufe  | Quellen             |
| -------------------------------------------------------------------------------------------- | ---------- | ------------ | -------- | --------- | ------------------- |
| Argentinien (CAPIF)                                                                          | —          | Platin1      | —        | 40.000    | Einzelnachweise     |
| Brasilien (PMB)                                                                              | —          | Platin1      | —        | 60.000    | pro-musicabr.org.br |
| Mexiko (AMPROFON)                                                                            | 5× Gold5   | 8× Platin8   | Diamant1 | 1.545.000 | amprofon.com.mx     |
| Spanien (Promusicae)                                                                         | 2× Gold2   | —            | —        | 60.000    | elportaldemusica.es |
| Vereinigte Staaten (RIAA)                                                                    | 7× Gold7   | 24× Platin24 | —        | 5.430.000 | riaa.com            |
| Insgesamt                                                                                    | 15× Gold15 | 33× Platin33 | Diamant1 |           |                     |